# 吕贝克战役
吕贝克战役（德語：Schlacht bei Lübeck）于1806年11月6日在德国吕贝克爆发。此役中，由格布哈德·莱贝雷希特·冯·布吕歇尔率领的正从耶拿-奥尔施泰特战场撤退的普鲁士士兵，与正在追击普军的缪拉、贝尔纳多特和苏尔特三位法国元帅率领的士兵交战。此役是第四次反法同盟的一部分，法军在此役中对普鲁士军队造成了严重的伤亡，并将残兵赶出了吕贝克。吕贝克是一个古老的波罗的海港口，位于汉堡东北部约50公里。
1806年10月，拿破仑在耶拿-奥尔施泰特战役中击败普鲁士军队后，普鲁士残兵撤退到易北河东岸，向东北逃离，企图到达奧得河。为了消灭普鲁士有生力量，拿破仑指挥他的大军团追击撤退中的普军。大部分逃离的普鲁士军队躲进了马格德堡。另一部分在普伦茨劳战役中被法军摧毁。普军在普伦茨劳的失败使得附近其他的普鲁士军队士气极度低落，最终另外两支普鲁士军队在帕瑟瓦尔克和斯德丁向法军不战而降。
由于通往奧得河的道路被法军切断，布吕歇尔带着麾下的部队向西撤离，缪拉、贝尔纳多特和苏尔特率领的法军在后方追赶。在经过多次激烈的阻击战后，布吕歇尔的部队强行进入中立城市吕贝克，在那里普军占据了主要的防御阵地。贝尔纳多特的士兵在接下来的战斗中突破了该城的北部防御并击垮了正在对抗缪拉和苏尔特的普鲁士防线。布吕歇尔本人逃离了这座城市，但他的大部分军事参谋都被法军俘虏，普军普通士兵的伤亡也非常大。在战斗期间和之后，法国人洗劫了吕贝克。第二天，法国人将幸存的普鲁士士兵困在丹麦边境，迫使布吕歇尔投降。
约翰·埃瓦尔（Johann Ewald）指挥的丹麦军队也被调动并部署在附近的丹麦-普鲁士边境，目的是防止任何法国或普鲁士军队进入丹麦领土（普鲁士残兵最初的计划是逃到丹麦）；然而，除了与普鲁士和法国的一些小规模非军事摩擦和谈判外，丹麦军队没有在武装斗争中发挥任何重要作用，尽管在此期间埃瓦尔本人曾被法国人短暂拘留。
在战斗中，法国人俘虏了一支小规模的瑞典军队。贝尔纳多特对被俘的瑞典官兵给予充分的尊重，这也是四年后瑞典将王位献给这位法国元帅的一部分原因。

## 背景

### 耶拿-奥尔施泰特到普伦茨劳
1806年10月14日，拿破仑在耶拿-奥尔施泰特战役中击溃了普鲁士军队。在大败后的混乱中，支离破碎的普鲁士军队分为数个小队。霍恩洛厄-英格尔芬根亲王指挥一支部队撤退到哈茨山。布吕歇尔率领的12,000人跟随着霍恩洛厄的脚步，萨克森-魏玛-艾森纳赫大公率领的12,000名士兵负责殿后掩护。与此同时，奥兰治亲王的10,000多名普鲁士士兵在10月16日的爱尔福特之降向缪拉元帅的骑兵军团投降。

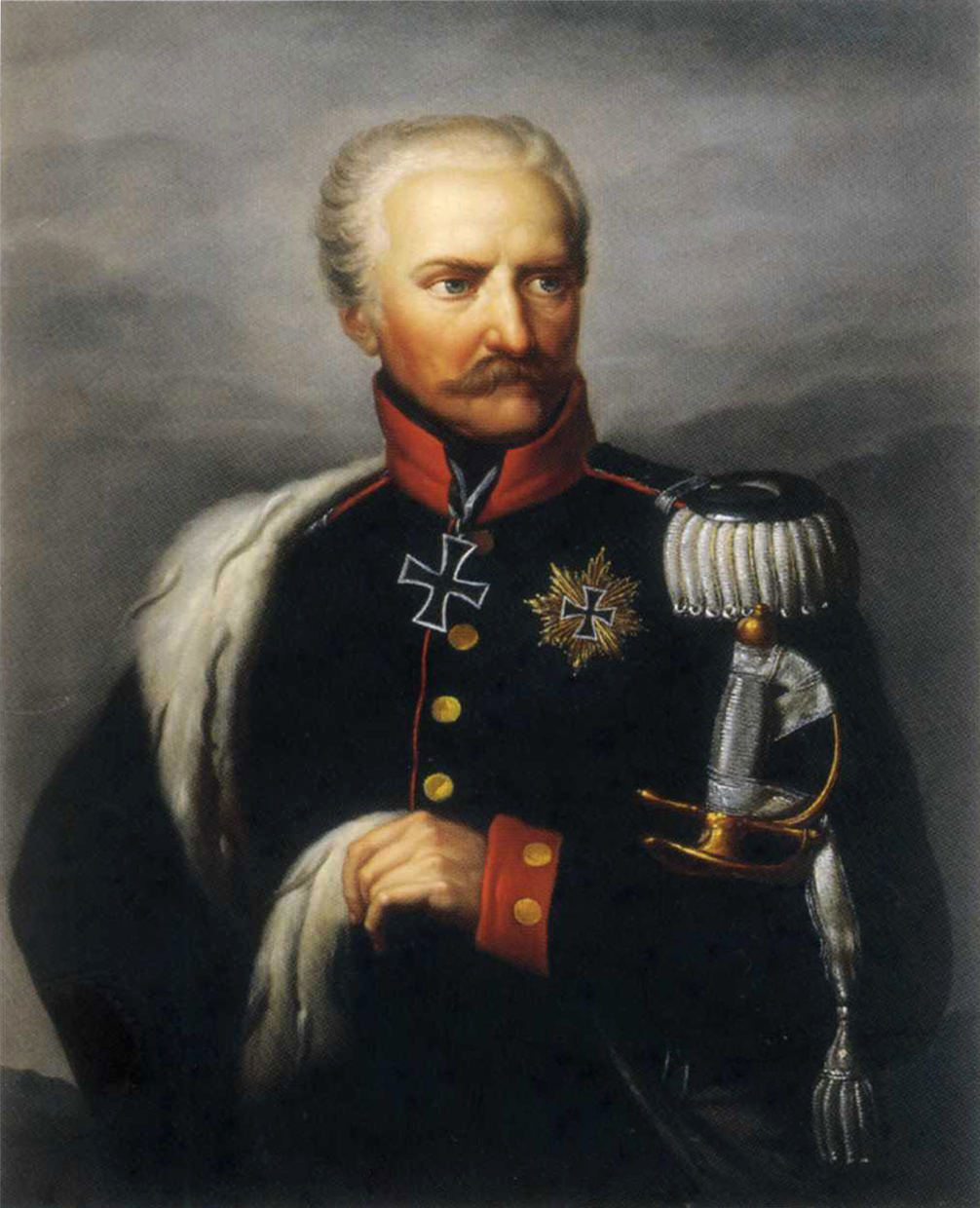
格布哈德·冯·布吕歇尔

由符腾堡公爵指挥的16,000名后备军自13日以来一直留在哈雷。 10月17日，贝尔纳多特元帅的第1军在哈雷战役中摧毁了符腾堡公爵的部队。后备军的残兵撤退到马格德堡，并于10月20日加入霍恩洛厄的部队。苏尔特元帅的第4军和缪拉当天抵达马格德堡，要求普鲁士人投降，但遭到拒绝。22日，苏尔特和米歇尔·内伊元帅的第6军在易北河西岸攻占了一座要塞。在留下9,000名增援士兵驻守马格德堡后，霍恩洛厄通过布尔格继续向东北进军。

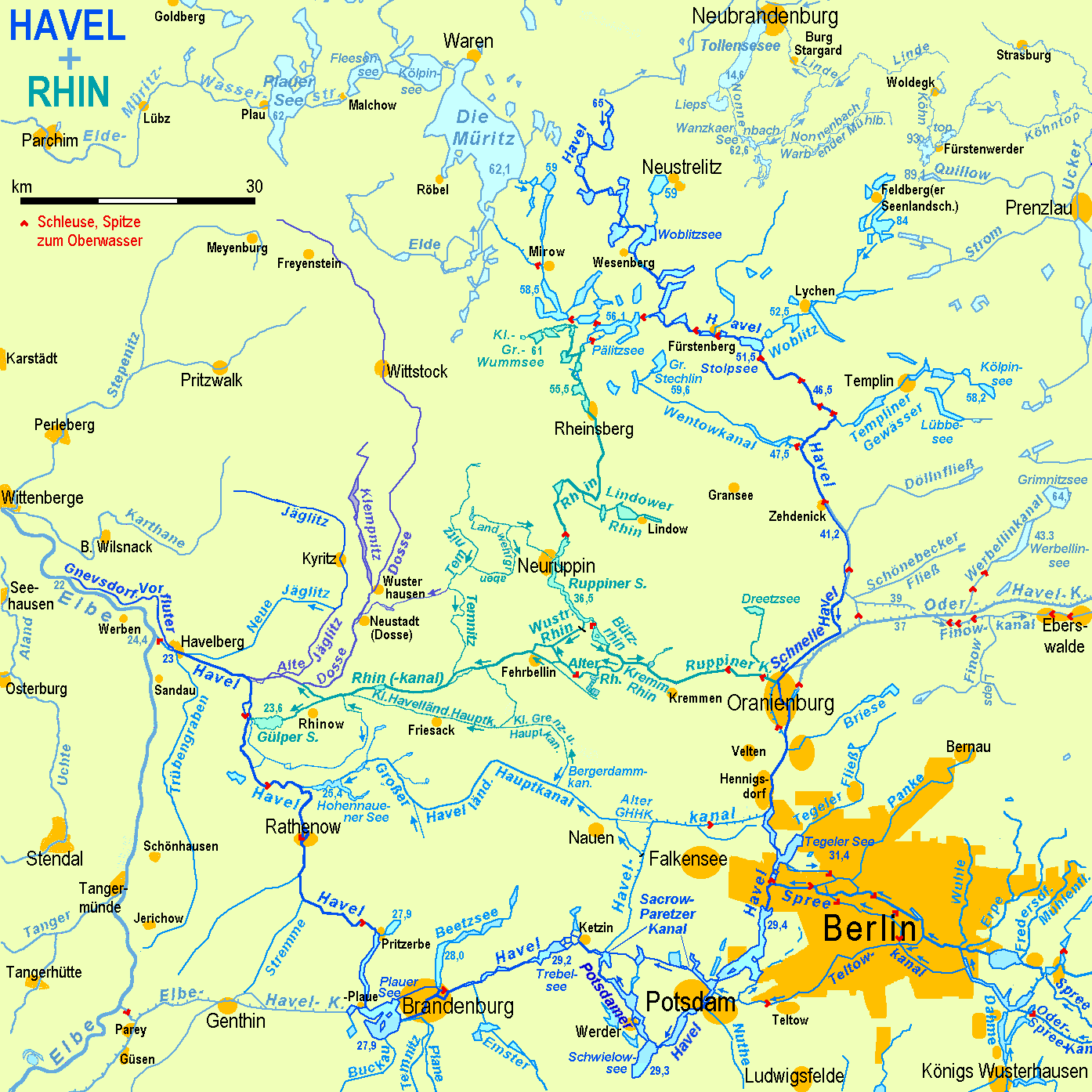
哈弗尔河和附近的运河网络

布吕歇尔的部队诺德豪森向东北移动，穿过哈茨山，经过不伦瑞克，于10月24日在桑道渡过易北河。萨克森-魏玛-艾森纳赫大公从巴特朗根萨尔萨行军到米尔豪森，再到奥斯特罗德。普鲁士后卫之后在一次成功的阻击战中挡住了苏尔特的先遣部队。
霍恩洛厄于10月24日晚抵达多斯河畔诺伊施塔特。渡过易北河后，布吕歇尔接手了普鲁士军队后卫的指挥权。霍恩洛厄计划派遣希梅尔普芬尼格少将率领一支小分队，通过摧毁附近的所有桥梁来保护他的右翼。
到10月25日夜幕降临时，霍恩洛厄的主力位于新鲁平和林多之间，同时，法军骑兵在普鲁士人到达之前占领了奥拉宁堡。
10月26日，缪拉在采德尼克击溃了希梅尔普芬尼格少将的小队，在失去250多名骑兵后，普鲁士人逃往斯德丁。第二天，在博伊岑堡兰的战斗中，霍恩洛厄以失去一个骑兵团的代价突破了法军的阻碍，得以继续向东推进。10月28日，缪拉在普伦茨劳战役中袭击了普鲁士军队。格鲁希的龙骑兵师，马克·安托万·德·博蒙特的第3龙骑兵摧毁了普鲁士军队的防守。缪拉随后成功地诱骗霍恩洛厄投降，尽管普鲁士人既没有被包围也没有处于最后时刻，大约10,000名士兵、64门枪和1,800匹骑兵马在普伦茨劳落入法国人手中。

### 普伦茨劳到吕贝克

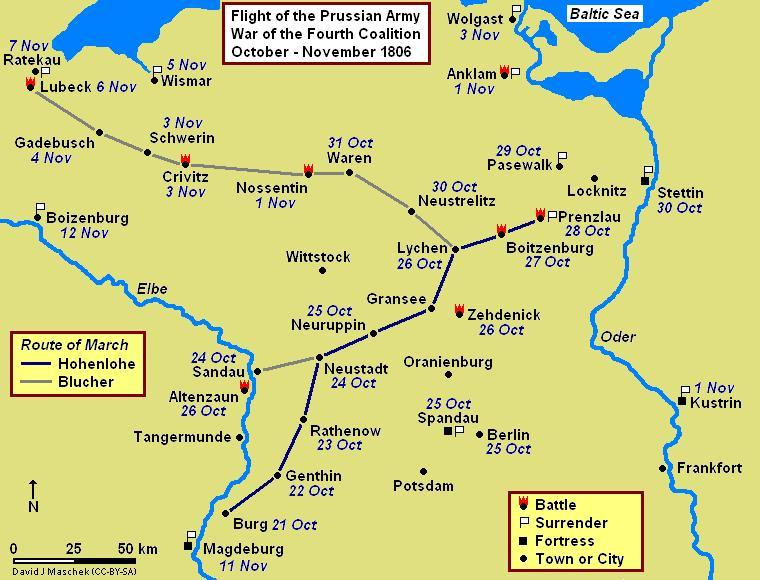
普伦茨劳-吕贝克战役地图

第二天，4000名普鲁士士兵在帕瑟瓦尔克向两个法国轻骑兵旅投降。那天晚上，安托万·拉萨尔和他的轻骑兵在在斯德丁接受了5000多名普鲁士士兵的头像。在这些屈辱的失败之后，一些较小的普鲁士军队也被法军摧毁。10月30日，布吕歇尔的炮兵部队的600名士兵，25门火炮，48辆运输车，800匹马在博尔德科以南的安克拉姆向法军投降。11月1日，2,173名士兵和奥得河畔科斯琴要塞向路易·达武元帅的第3军投降。
在米歇尔·内伊的部队围攻马格德堡的同时，苏尔特在唐格明德越过易北河，向东北推进。10月30日，苏尔特到达了武斯特豪森，其麾下的骑兵向维特施托克进发。在东面，贝尔纳多特于26日俘获了一支普鲁士补给车队和20门野战炮，并于29日晚抵达博伊岑堡兰。第二天早上，在发现布吕歇尔已经转向西北后，贝尔纳多特向新施特雷利茨进发。艾蒂安·莫里斯·热拉尔指挥的一个骑兵团，俘虏了400名属于布吕歇尔的士兵，并报告说普鲁士人正在向瓦伦进军。

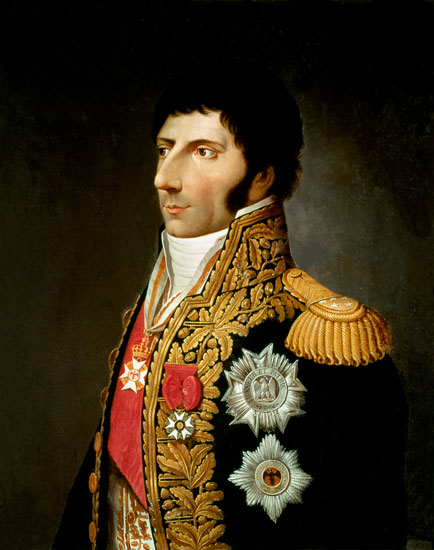
贝尔纳多特

10月31日，布吕歇尔和路德维希·冯·温宁的部队在瓦伦附近相遇。温宁撤往罗斯托克，并且已经派冯·沃伯瑟少将前去组织撤离。然而，布吕歇尔否决了这一计划，并坚持重新穿越易北河，在那里，他计划与不伦瑞克-吕讷堡和马格德堡的部队会合。布吕歇尔将他的部队重组为两个军。温宁率领11,000人的第一军，而布吕歇尔则指挥10,000人的第二军，每个军又分为两个重装师和一个轻装师。
此时，有47,252名法军士兵正在寻找布吕歇尔。贝尔纳多特的第1军有15,450人，苏尔特的第4军有24,375人，路易斯·米歇尔·安托万·萨胡克的骑兵师有2,550名龙骑兵，格鲁希有2,432名龙骑兵，拉萨尔有785名轻骑兵，让-约瑟夫·安热·德豪普尔率领1,660名胸甲骑兵。贝尔纳多特率领12,000名精锐部队组成法军前锋，其余的则留在后面。缪拉和他的骑兵从普伦茨劳和斯德丁开始向西移动。
11月1日上午，普鲁士人撤离瓦伦。布吕歇尔向西北移动，大部队由冯·奥斯瓦尔德少将率领的后卫掩护。冯·温宁在冯·普莱茨指挥的后卫部队的掩护下向西行进。那天早上，普鲁士军队在瓦伦附近成功地阻击了苏尔特的和贝尔纳多特的轻骑兵旅，给大部队撤离争取了时间。
11月2日上午，萨胡克的第4龙骑兵师从拉特诺出发，缪拉离开代明，与拉萨尔、格鲁希和德豪普儿一起向西移动。那天在格兰钦附近，德鲁埃指挥的部队追上了普鲁士一个步兵营并将其摧毁。11月2日至3日，沃尔加斯特港向法军投降，普军的2,500名非战斗人员及运输车因此落入法军手中。

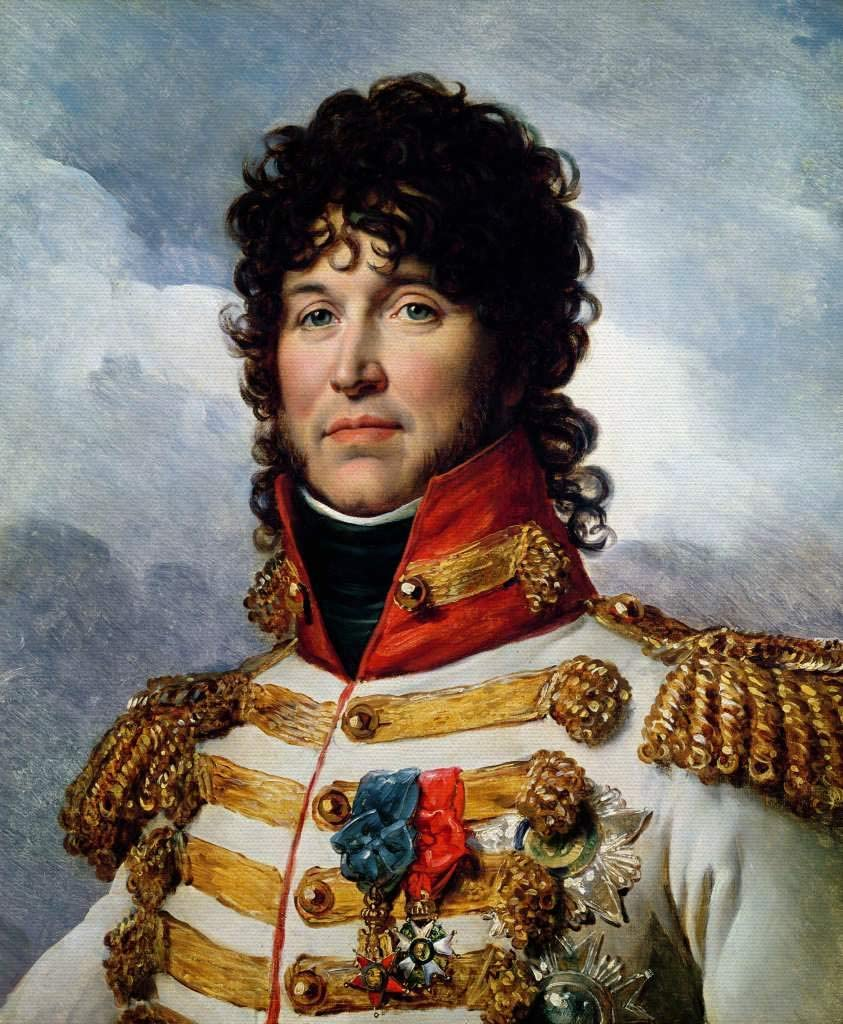
若阿尚·缪拉

普军后卫部队的一个火枪营、一个掷弹兵营、一个火炮连和五个骑兵中队在克里维茨成功地阻击了法军第1军第2师的6,500名士兵和12门火炮。

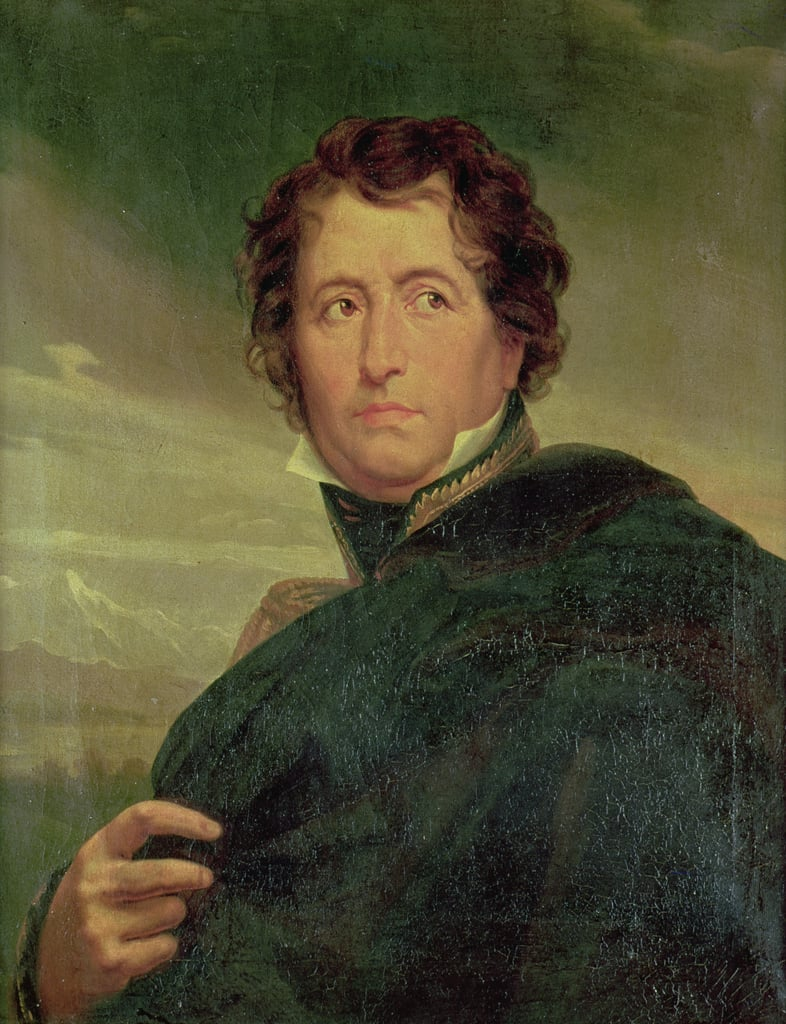
让·德迪厄·苏尔特

经过一场艰苦的战斗，兵力占优势的法军还是将普鲁士部队赶出了克里维茨。法军试图逼迫普鲁士人投降，但回应他们的是普鲁士龙骑兵的冲锋。法国骑兵不明智地用他们的卡宾枪开火，并被普军的骑兵冲散。贝尔纳多特不得不在步兵方阵内避难。普军龙骑兵的攻势最终被增援的法军步兵化解。那天晚上晚些时候，法军在平诺切段并摧毁了一个普军步兵营。
到11月4日，萨胡克和缪拉的骑兵几乎赶上了苏尔特和贝尔纳多特。布吕歇尔此时决定从什未林撤退到加德布施。4日，克里斯蒂安·弗里德里希·冯·德·奥斯滕（Christian Friedrich von der Osten）率领的一个龙骑兵团、一个燧发枪营和一个猎兵连从哈默尔恩赶来加入了布吕歇尔。5日，法军在维斯马追上了一支迷路的普鲁士部队。法军声称俘虏了700名骑兵，而普鲁士人则承认有367名骑兵投降。
此时，布吕歇尔的部队在连续减员后只剩下大约16,000至17,000名士兵。尽管拥有100门火炮，而且加德布施的防御阵地十分牢固，但普军还是选择放弃阵地，因为现在的普军因不断行军而陷入饥饿和疲劳。布吕歇尔决定撤退至汉萨同盟的城市吕贝克，希望在那里和该地区的瑞典军队会合。11月5日上午，普鲁士军队出现在吕贝克城下前。中午普军们强行穿过南门，占领了这座城市布吕歇尔在在市政厅向市议会发表讲话，要求该城为他的军队提供大量食物、饮料、饲料和货币，并承诺不会在城里开展军事行动。
与此同时，一个由1,800名瑞典士兵组成的旅于10月31日进入吕贝克，希望能确保有运输船将他们运回瑞典。当他们在4日登船时，整支部队由于逆风而被困在特拉沃河。为了俘虏这一支瑞典军队，贝尔纳多特派了一个营到特拉夫河口，另一个分队前往下游的特拉夫河岸。5日，苏尔特的部队在罗根多夫袭击了冯·佩莱少将率领的一支普军后卫部队，并将其驱赶到吕贝克以南。法军在拉策堡继续推进并俘虏了300名普鲁士士兵。一支由约翰·埃瓦尔中将指挥的丹麦军队此时向施托克尔斯多夫行军。埃瓦尔通知布吕歇尔，他准备以武力捍卫丹麦在战争中的中立地位。

## 战斗

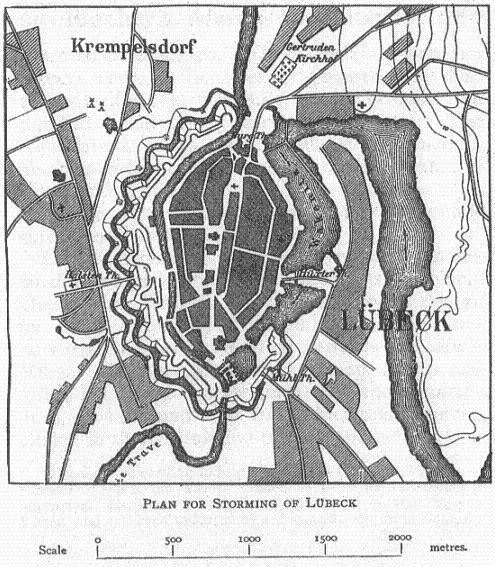
吕贝克的防御工事

布吕歇尔的大部分军队在吕贝克过夜。为了保护他的南翼，普军在南边部署了一个龙骑兵团和半个炮兵连，另一只部队则守卫着城市北部的特拉沃。布吕歇尔的后备部队留在北门外，同时一队骠骑兵则留在南门外。
吕贝克曾经有过严密的防御工事，但到1806年，部分防御工事被拆除。即便如此，旧城墙前的潮湿沟渠还是对攻击者构成了严重障碍。该城有三个门，北门，被称为城堡门，俯瞰着特拉沃河和瓦克尼茨河之间的狭长地带。南门被称为米尔斯门，东门被命名为哈斯特多尔。

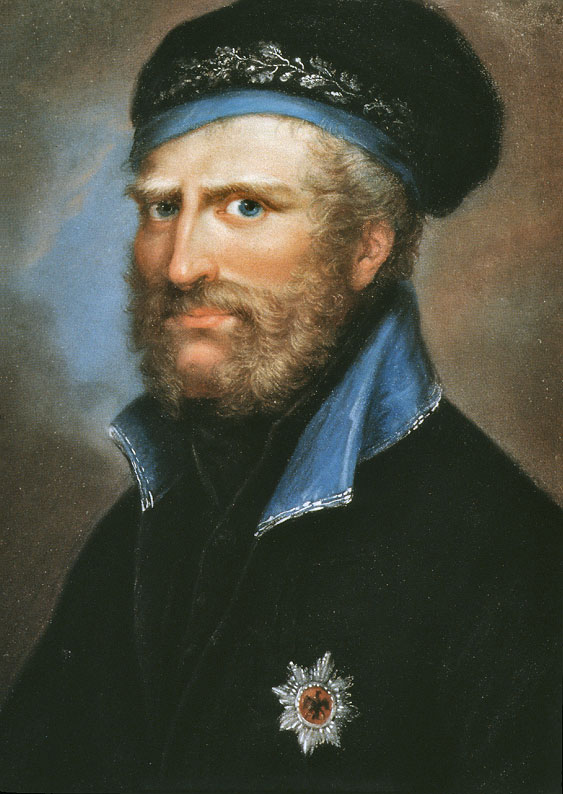
不伦瑞克-沃尔芬比特尔公爵弗雷德里克·威廉

在城堡门，普军将八门火炮装进了大门前的半圆形防御工事中，并在大门附近增加了两门火炮。布吕歇尔在西岸的贝勒维堡垒上又放置了四门火炮，以便将任何袭击者置于交叉火力网内。布吕歇尔将城堡门阵地交给新一代不伦瑞克-沃尔芬比特尔公爵弗雷德里克·威廉指挥。吕贝克的普军总兵力有17个营和52门火炮。当市政府代表团提醒布吕歇尔的不在城里打仗的承诺时，布吕歇尔没有理会他们，并发誓他会继续战斗。

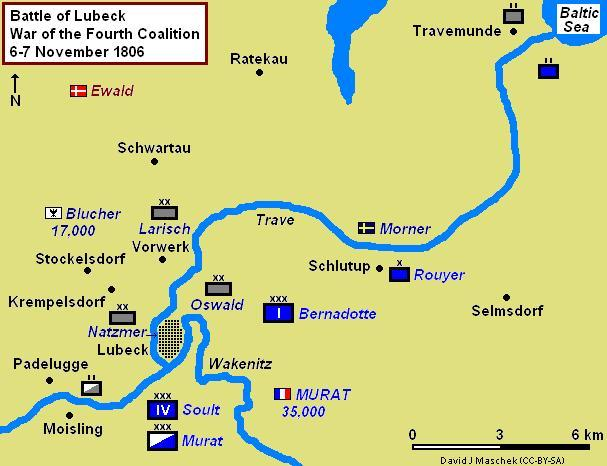
吕贝克战役地图

11月6日，在凌晨2时开始行军后，贝尔纳多特的军团在吕贝克以东的塞尔姆斯多夫撞上了普鲁士军队。法国人迅速包围了这只从维斯马出发的普军车队，并迫使1000名士兵和300辆辎重车投降。与此同时，另一支法军拦截了一些瑞典车队。在短暂的炮击之后，600名瑞典士兵向法军投降。
贝尔纳多特的第一军团包括皮埃尔·杜邦·德莱唐的第1师、奥利维耶·马库·里沃·德·拉法里尼埃第2师、让-巴蒂斯特·德鲁埃的第3师、雅克·路易·弗朗索瓦·德莱斯特·德·蒂利的轻骑兵和让·巴蒂斯特·埃布莱的炮兵预备队组成。杜庞拥有第9轻步兵团的三个营和第32和第96线列步兵团各两个营。德鲁埃师下辖第27轻步兵团和第94和95线列步兵团，共7个营。
苏尔特的第四军由三个步兵师组成。路易-樊尚-约瑟夫·圣伊莱尔的第1师包括第10轻步兵、第35、第45和第55线列步兵团。让·弗朗索瓦·勒瓦尔的第2师包括第24轻步兵、第4、第28、第46和第57线列步兵团。克洛德-朱斯特-亚历山大·勒格朗的第3师由第26轻步兵、第18和第75线列步兵团组成。支援部队是皮埃尔·马加龙的轻骑兵旅，该旅由第8轻骑兵团、第11、第16和第22猎骑兵团和2个马炮连组成。
早上时，缪拉率领苏尔特的骑兵和拉萨尔的旅向普军骑兵发起进攻，此次突击在吕贝克城下俘虏了200名普军士兵。保卫城池的大炮随后击退了追击的法军骑兵。在苏尔特的军团和萨胡克的龙骑兵抵达后，法军的大炮开始在南门向普鲁士阵地开火。
不久之后，贝尔纳多特的先头部队将城北的普军逼向北门。德鲁埃的部队很快占领了城外的高地并开始部署火炮。起初，法军在北门的攻势被普军的火炮阻挡，但普军火炮的指挥官于此时负伤，降低了火炮部队的效率。法军的第二次攻击攻占了吕贝克教堂的墓地，但随后进攻的法军被守护炮台的普军包围，遭受了重大损失。德鲁埃的第94线列步兵团随后从左侧发起冲锋试图解救被包围的部队。
第94线列步兵团在未被发现普鲁士军队发现的情况下攻占了一个小堡垒。然后该团猛攻普军的半圆形炮兵阵地，最终占领了整个炮台。下午1时左右，普鲁士守军逃离了城堡。贝尔纳多特指挥德鲁埃攻下特拉沃河上的桥，数支法国军队随后横渡特拉沃河，迫使河对岸的普鲁士军队撤退。

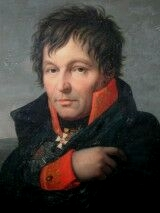
格哈德·冯·沙恩霍斯特

在认为他的防御万无一失的情况下，布吕歇尔正在位于城郊的金色天使旅馆的指挥部内休息。他在那里遇上了里沃的先锋部队，他和他的儿子和卡尔·弗赖赫尔·冯·穆夫林勉强逃脱了法军的追捕，但他的参谋长格哈德·冯·沙恩霍斯特和他的其他参谋都成了俘虏。与此同时，法国人在激烈的巷战中穿过市场和国王大街，普鲁士军队伤亡惨重。布吕歇尔率领一队胸甲骑兵试图营救他的手下，但没有成功。
苏尔特的军队此时正在攻击南门，守城的普鲁士守军遭到来自四面八方的炮火袭击，损失惨重，仅一个团就损失了300人。最终2000名普鲁士人投降，缪拉的骑兵一路冲进城门，城内被围困的普鲁士士兵在遭受重创后很快被迫投降。到下午3点30分，法军宣布占领了吕贝克，尽管零星的巷战仍在继续。
得知法国人占领了城市，布吕歇尔试图组织另一次反击。他派出了一个步兵团试图反击，但德鲁埃的部队已经占领了桥梁和西部防御工事。法国人最终以惨重的损失击退了普鲁士人，并迫使他们回到了巴特施瓦陶，法军从城里出来追击逃离的普鲁士人。

## 结果
法军的三位元帅估计普鲁士军队在吕贝克的损失为3,000人死伤，另有5,000至6,000人被俘。历史学家迪格比·史密斯（Digby Smith）认为普鲁士军队有2,000人伤亡，15,000名士兵中的4,000人被俘。三个成建制的步兵团被歼灭，22门火炮被缴获。法国历史学家阿兰·皮格尔德指出，普鲁士人和瑞典人除了损失的士兵还失去了24面旗帜和至少50门火炮。根据同一消息来源，法军的总伤亡人数为1,500人，其中包括第4军炮兵团长皮埃尔-伊丽莎白·佩特斯·德·蒙卡布里上校，他在负伤后于11月8日死亡。
然而，法军在这一天的进攻还没有结束。苏尔特的骑兵在维茨勒本上尉的领导下俘获了四个步兵连和两门火炮。格鲁希的龙骑兵俘获了另一支成建制的普鲁士军队。在克伦佩斯多夫，普军7个轻骑兵中队的360名士兵和四门火炮向法军投降，另一个骑兵营在施泰克尼茨投降。那天晚上，普军1,500名士兵向贝尔纳多特投降。
攻占这座城市后，法军在吕贝克烧杀抢掠，贝尔纳多特和其他上级军官试图约束他们的手下，贝尔纳多特还亲自保卫了几座房屋，但法国士兵完全失去控制。 历史学家佩特指出，布吕歇尔决定在一座中立城市与法军交战，这使他至少对吕贝克的洗劫负有部分责任。

11月1日，布吕歇尔只剩下4,050名步兵和3,760名骑兵。在他的面前是三位法国元帅和多达35,000名法国士兵。在他的左边是特拉沃河，在他的后方是波罗的海，在他的右边是丹麦边境，由埃瓦尔的部队守卫。由于继续抵抗已经失去了希望，布吕歇尔向法军提出投降条件但被告知他必须将他的士兵作为战俘交出。于是布吕歇尔发出了一份文件，宣布向贝尔纳多特投降，并抱怨他的食物和弹药都用完了。缪拉拒绝接受，并指出普鲁士人必须向所有三位元帅投降，并且投降不应该说明理由。布吕歇尔随即向贝尔纳多特、苏尔特和缪拉投降，尽管他被允许在文件末尾附上一份声明：
我投降，因为我既没有食物也没有弹药。——布吕歇尔
布吕歇尔总共投降了8,000到9,000名普鲁士士兵，80门火炮被法军缴获。
11月8日，在特拉沃明德的普鲁士部队向法军投降。四个龙骑兵中队和一个骠骑兵中队在数日后也放下了武器。
贝尔纳多特在此役中引起了瑞典当局的注意，他对被俘的古斯塔夫·默纳上校和他的军官一直彬彬有礼。马塞兰·马尔博在他的回忆录中写道，贝尔纳多特“特别渴望在这些陌生人眼中树立一个有教养的人的形象。”默纳和他的侄子卡爾·奧托·默納男爵后来在扶持贝尔纳多特成为瑞典王储的事情上发挥了关键作用。贝尔纳多特最终于1818年登基成为瑞典国王卡尔十四世·约翰。

## 脚注
1. 1 2 3 4 5 6  Bodart 1908，第376頁.
2. 1 2 3  Smith 1998，第228頁.
3. 1 2  Petre 1993，第285-286頁.
4. 1 2 3  Petre 1993，第272頁.
5. 1 2  Chandler 1979，第53頁.
6. ↑  Petre 1993，第198頁.
7. ↑  Petre 1993，第194-195頁.
8. ↑  Petre 1993，第202頁.
9. ↑  Petre 1993，第74頁.
10. ↑  Petre 1993，第226-227頁.
11. ↑  Petre 1993，第218頁.
12. ↑  Petre 1993，第225-226頁.
13. ↑  Petre 1993，第231-233頁.
14. ↑  Petre 1993，第236-237頁.
15. ↑  Petre 1993，第238頁.
16. ↑  Petre 1993，第238-239頁.
17. ↑  Smith 1998，第227頁.
18. ↑  Petre 1993，第241-242頁.
19. ↑  Petre 1993，第243-249頁.
20. ↑  Chandler 1966，第501頁.
21. ↑  Smith 1998，第229頁.
22. ↑  Petre 1993，第256-257頁.
23. ↑  Petre 1993，第258頁.
24. 1 2  Petre 1993，第258-259頁.
25. ↑  Petre 1993，第260-263頁.
26. ↑  Petre 1993，第264頁.
27. 1 2 3  Smith 1998，第230頁.
28. ↑  Petre 1993，第267頁.
29. ↑  Petre 1993，第268頁.
30. ↑  Petre 1993，第269頁.
31. ↑  Petre 1993，第271頁.
32. ↑  Petre 1993，第270-271頁.
33. ↑  Petre 1993，第270頁.
34. ↑  Petre 1993，第272-273頁.
35. ↑  Petre 1993，第273-274頁.
36. 1 2  Petre 1993，第275頁.
37. 1 2 3 4 5  Smith 1998，第231頁.
38. ↑  Smith 1998，第226頁.
39. ↑  Petre 1993，第276頁.
40. ↑  Petre 1993，第277頁.
41. ↑  Petre 1993，第278-279頁.
42. ↑  Petre 1993，第280-281頁.
43. 1 2  Petre 1993，第281-282頁.
44. ↑  Petre 1993，第285頁.
45. ↑  Petre 1993，第286頁.
46. ↑  Pigeard 2004，第495頁.
47. ↑  Smith 1998，第231-232頁.
48. ↑  Petre 1921，第167頁.
49. ↑  Petre 1993，第282-285頁.
50. ↑  Smith 1998，第232頁.
51. ↑  Smith 1998，第232-233頁.
52. ↑  Barton 1921，第169,256-257頁.
53. ↑  Russell 1981，第133-134頁.
54. ↑  Chandler 1966，第502頁.

## 延伸阅读
- Chandler, David. . London : Arms and Armour Press. 1979  [2021-06-21].